# Vilma Jää

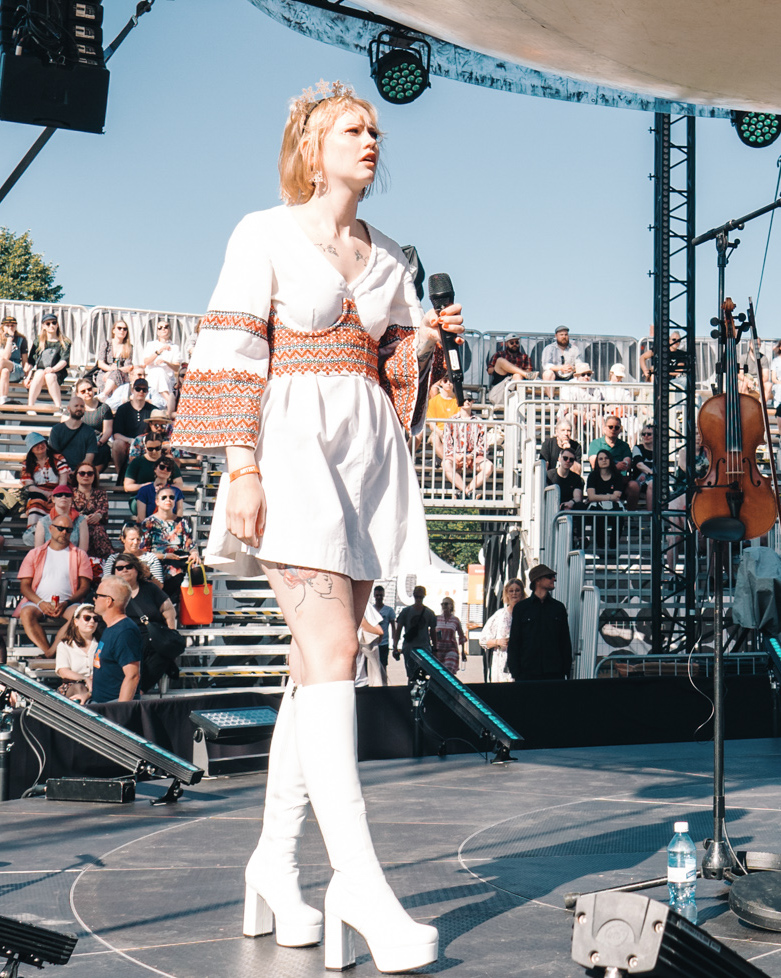
Vilma Jää tijdens een optreden in 2020

Vilma Jää (Hollola, 1995) is een Fins zangeres van met name volksmuziek, popmuziek en opera. 
Jää studeerde aan de Sibeliusacademie in Helsinki en ronde haar masteropleiding af in 2021. Ze deed onderzoek naar de traditionele zangstijl die gebruikt werd door Finse en Karelische herders. Deze Fins-Oegrische zangstijl past ze ook toe in de muziek die ze uitbrengt en in haar werk als operazangeres.
In oktober 2023 had Jää als Markéta een van de hoofdrollen in de opera Innocence van de Finse componist Kaija Saariaho, uitgevoerd door het Nationale Opera en Ballet in Amsterdam. Aan het einde van de maand lanceerde ze haar eerst album: Kosto. In februari 2024 ontving ze voor dit album een Emma-award voor beste ethno-album van 2023.